# Homero López
Homero López Saud (21 de noviembre de 1954, Esmeraldas, Ecuador - 18 de enero de 2009, Quito, Ecuador) fue un empresario y político ecuatoriano, considerado en vida como uno de los más influyentes de la provincia de Esmeraldas.

## Vida política
Entró al ámbito político en las elecciones legislativas de 1990, donde fue elegido diputado provincial por el Partido Social Cristiano (PSC). Al poco tiempo de haberse instalado el periodo legislativo se desafilió del PSC y pasó a actuar como independiente. Durante el periodo se desempeñó como presidente de la Comisión de lo Internacional del Congreso.
Para las elecciones legislativas de Ecuador de 1994, se unió al Partido Roldosista Ecuatoriano (PRE) y participó como candidato a diputado por Esmeraldas, obteniendo el segundo lugar en votaciones a diputados de la provincia. En julio de 1995 fue acusado por el vicepresidente de la República, Alberto Dahik, de haber usado 800 millones de sucres de la Fundación para el Desarrollo de la Provincia de Esmeraldas (Fundeprodes) para su beneficio propio y de haber utilizado su influencia para lograr que su hermano, Iván López Saud, vendiera un terreno de 2 millones de sucres en 146 millones a la Federación Deportiva de Esmeraldas. López negó las acusaciones, y atacó a su vez al vicepresidente asegurando que todo lo que hacía era una forma de realizar campaña política.
En las elecciones legislativas de Ecuador de 1996 fue elegido diputado de Esmeraldas por el PRE. Durante este periodo además estuvo acompañado por su primo, Carlos Saud, quien también fue elegido diputado de Esmeraldas, pero por el Partido Social Cristiano.
En 1997, la Comisión de Fiscalización del Congreso confirmó que existían irregularidades en el manejo de fondos por parte de Fundeprodes, por lo que el diputado fue destituido y enjuiciado penalmente por abuso de fondos públicos. Entre las irregularidades constatadas estaban obras realizadas con materiales de tan pésima calidad, que con las primeras lluvias de la temporada invernal desaparecieron; también hubo obras contratadas por precios exorbitantes. Al enterarse del juicio en su contra, López huyó del país, pero fue detenido en Miami por la Interpol. Quedó bajo libertad temporal en mayo de 1998 luego de pagar 11 millones de sucres como fianza.
En las elecciones seccionales de 2000 fue elegido prefecto provincial de Esmeraldas por el PRE, esto a pesar de que su candidatura fue impugnada por miembros del Movimiento Popular Democrático y de la Izquierda Democrática por el juicio aún en proceso. Tiempo después fue absuelto en el juicio.
En 2005, una vez que terminó su periodo como prefecto, demandó al Consejo Provincial de Esmeraldas por 180 mil dólares alegando que era lo que le correspondía como liquidación por su gestión en la prefectura. Su sucesora como prefecta, Lucía Sosa, del Movimiento Popular Democrático, calificó el pedido como ilegal y "descabellado". El alcalde de Esmeraldas, Ernesto Estupiñán, aseguró que pedir indemnización por la salida a un cargo de elección popular era inmoral.
En las elecciones legislativas de 2006 volvió a ser electo como diputado por el Partido Roldosista Ecuatoriano en representación de Esmeraldas. En noviembre de 2007 fue cesado de su cargo, junto con el resto del Congreso, una vez que se instaló la Asamblea Constituyente de 2007.
Falleció en Quito, el 18 de enero de 2009, debido al cáncer de páncreas que padecía. Dalo Bucaram, líder nacional del PRE, expresó sus condolencias por la muerte de López en una rueda de prensa al día siguiente.

## Actividad empresarial
Ocupó cargos importantes en decenas de empresas de la provincia. Entre los puestos que ocupó se cuentan: Gerente de Filanbanco Esmeraldas, Gerente de la Empresa de Agua Potable de Esmeraldas, Gerente Propietario de Radio Iris de Esmeraldas, Gerente Propietario de Radio Uno de la Concordia, Gerente Propietario de Hotel Cayapas en Esmeraldas, Gerente de la Hostería Cayapas en Atacames, Presidente de Autoridad Portuaria de Esmeraldas, Presidente del Diario La Hora de Esmeraldas y Presidente de la Asociación de Hoteleros de Esmeraldas. También fue dueño de la marca de cerveza Biela.